# The Tunnel (film, 2019)
Pour les articles homonymes, voir Le Tunnel.
Pour plus de détails, voir Fiche technique et Distribution.
The Tunnel (Tunnelen) est un film norvégien réalisé par Pål Øie et sorti en 2019.

## Synopsis
Stein (Thorbjørn Harr) est un agent de maintenance des routes et tunnels enneigés dans le secteur d'Oslo.
Après la mort de sa femme, Stein se remet en couple avec Ingrid, ce qui ne plaît pas du tout à sa fille Elise. Les relations sont tendues.
Alors que Noël approche, les familles se préparent à cette fête et certains partent rejoindre les leurs dans d'autres villes. 
À la suite d'une conversation avec son père, Elise quitte la ville en bus en direction d'Oslo.
Dans le même temps, des camionneurs se préparent à entrer dans un tunnel de 9 kilomètres de long.
Tandis que l'un essaie de faire la conversation à l'autre par antenne, ce dernier ne lui répond pas tant l'angoisse de conduire dans le noir est là. Pour ne rien arranger, un sac plastique se pose sur le pare-brise du routier. Déconcentré, il perd le contrôle de son camion transportant du combustible hautement inflammable, et percute un mur, à deux kilomètres de l'entrée est du tunnel, bloquant la route.
De prime abord, le camion semble seulement salement amoché. Des automobilistes s'impatientent, d'autres forcent le passage. Bien que les secours soient prévenus, il leur faudra du temps pour arriver sur le lieu de l'accident. Pour ne rien arranger, la neige est un obstacle à la circulation.
Quelques instants plus tard, le routier accidenté et légèrement blessé remarque que son camion fuit. En quelques secondes, le liquide s'enflamme et transforme le camion en gigantesque brasier, tuant le routier et carbonisant les voitures et les humains à proximité. Une épaisse fumée noire se dégage du tunnel, privant d'oxygène les victimes. 
Les suraccidents s'enchaînent, des piétons sont tués par les voitures qui tentent de fuir.
Dans le bus où se trouvent Elise et d'autres passagers, certains veulent d'enfuir alors qu'Elise connaît très bien ce tunnel, puisque que son père Stein y travaille souvent. Elle emmène qui veut bien l'entendre, dans un secteur du tunnel où l'air est plus respirable, bien que la fumée y pénètre aussi. Sous la pression, certains passagers n'en peuvent plus et retournent dans le tunnel où ils meurent à leur tour.
De son côté, Stein, arrivé sur les lieux du drame, apprend par Ingrid qu'Elise est prisonnière dans le tunnel.
Stein se démène avec Ivar, un pompier, pour sauver les quelques rescapés de l'incendie, dont deux enfants dont le père a été tué par une voiture dans le tunnel. Découvrant beaucoup corps sans vie, Stein commence à se faire à l'idée que sa fille est morte.
Lui-même commence à suffoquer par la fumée et dans un dernier espoir, parvient à sortir vivant du tunnel avec Elise et les deux enfants. Ivar est mort dans le tunnel, écrasé par un ventilateur, préalablement poussé à fond pour l'évacuation de la fumée.
Il y a très peu de survivants à la suite de cet accident.
L'histoire, inspirée de faits réels, se termine sur une scène où Stein, Elise et Ingrid rendent hommage à la mère d'Elise.

## Fiche technique
- Titre original : Tunnelen
- Titre français : The Tunnel
- Réalisation : Pål Øie
- Pays :  Norvège
- Langue : norvègien
- Genre : catastrophe
- Durée : 100 minutes
- Dates de sortie :
  - Norvège : 25 décembre 2019
  - France : 14 septembre 2020 (VàD)

## Distribution
- Thorbjørn Harr : « Stein »
- Ylva Lyng Fuglerud: Elise
- Lisa Carlehed: Ingrid
- Mikkel Bratt Silset: Ivar
- Ingvild Holthe Bygdnes: Andréa